# Snow Paradise Veľká Rača Oščadnica

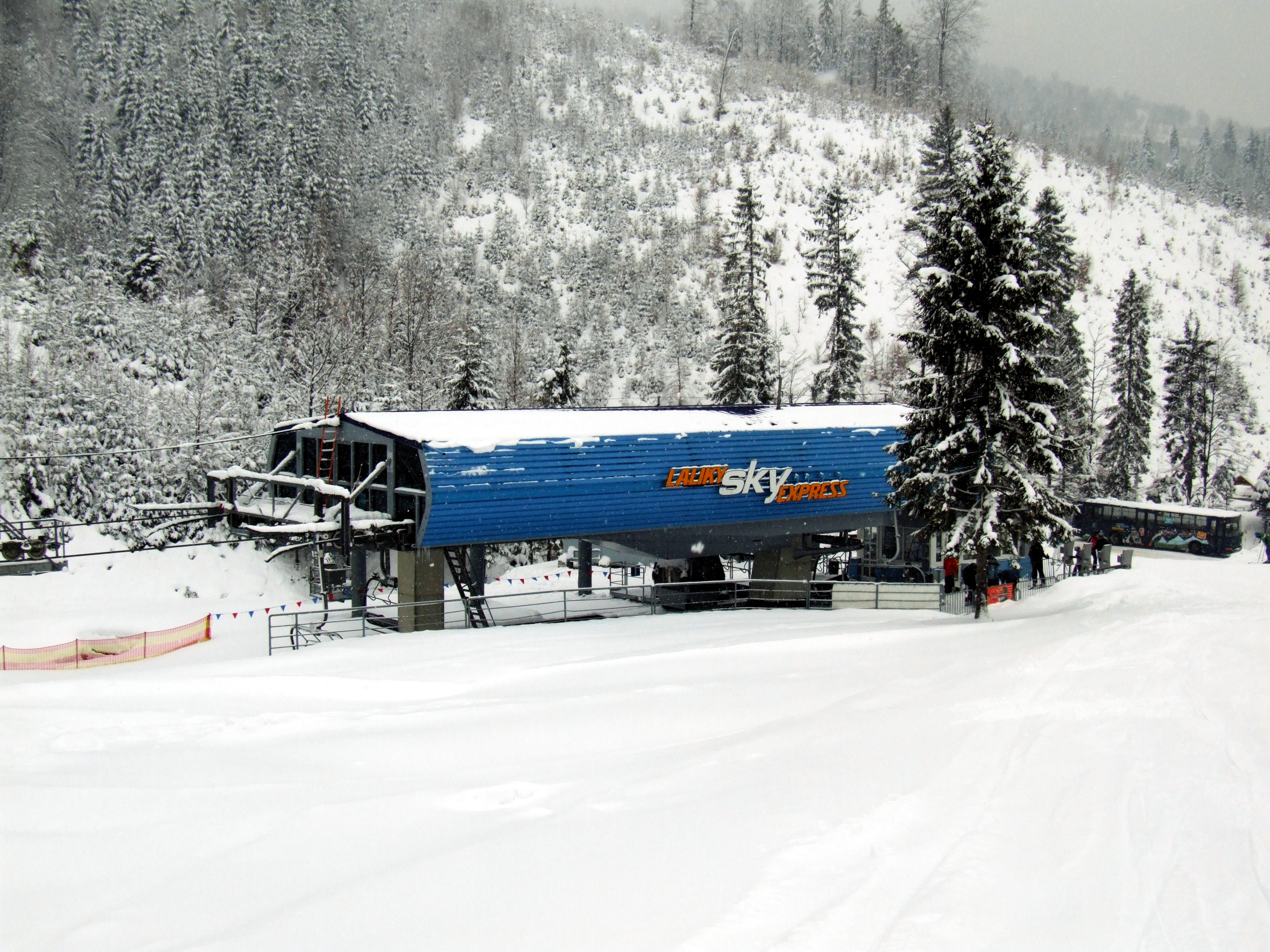
Dolna stacja kanapy 6-osobowej/gondoli

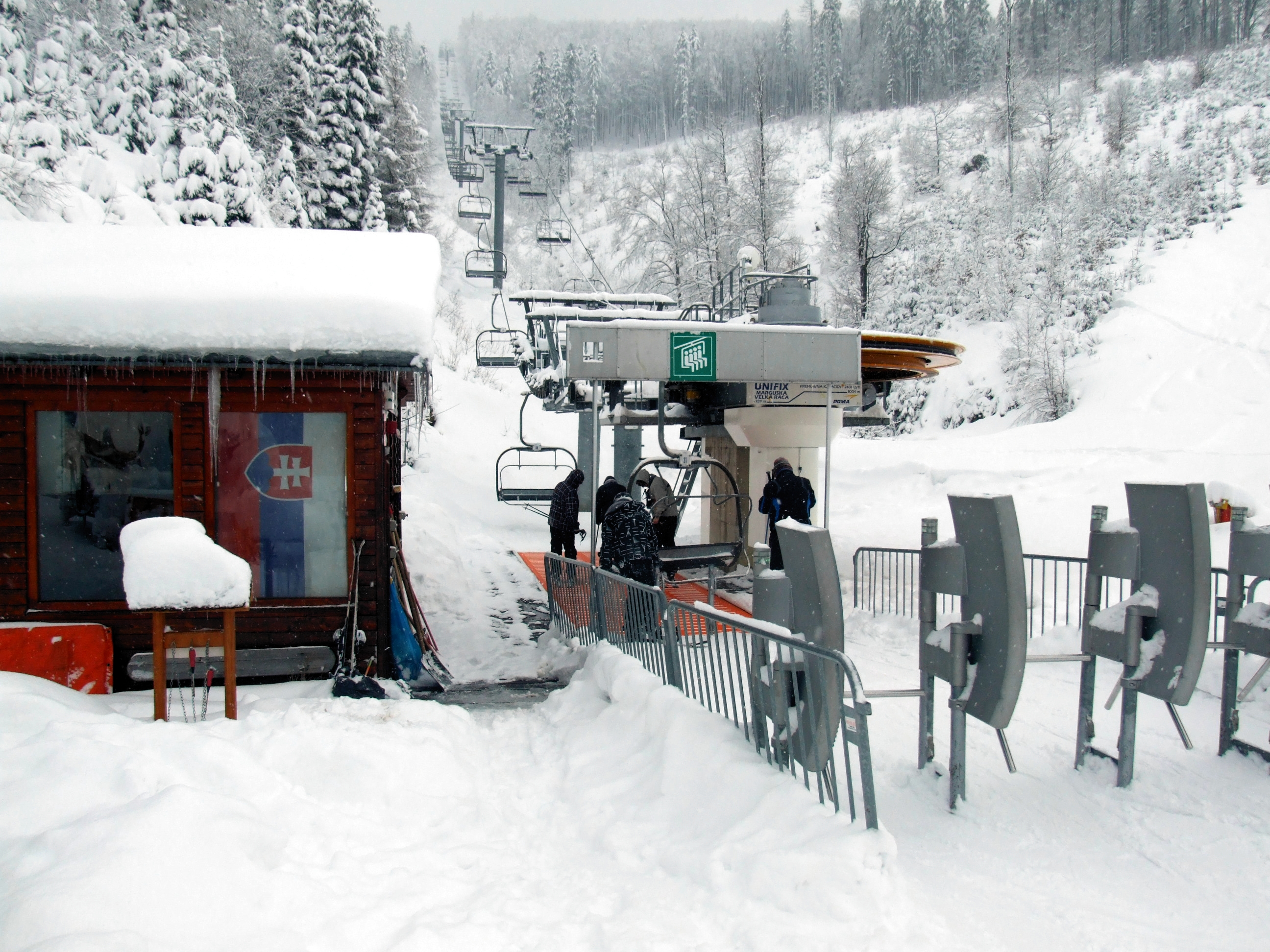
Dolna stacja kanapy 4-osobowej Unifix Marguška

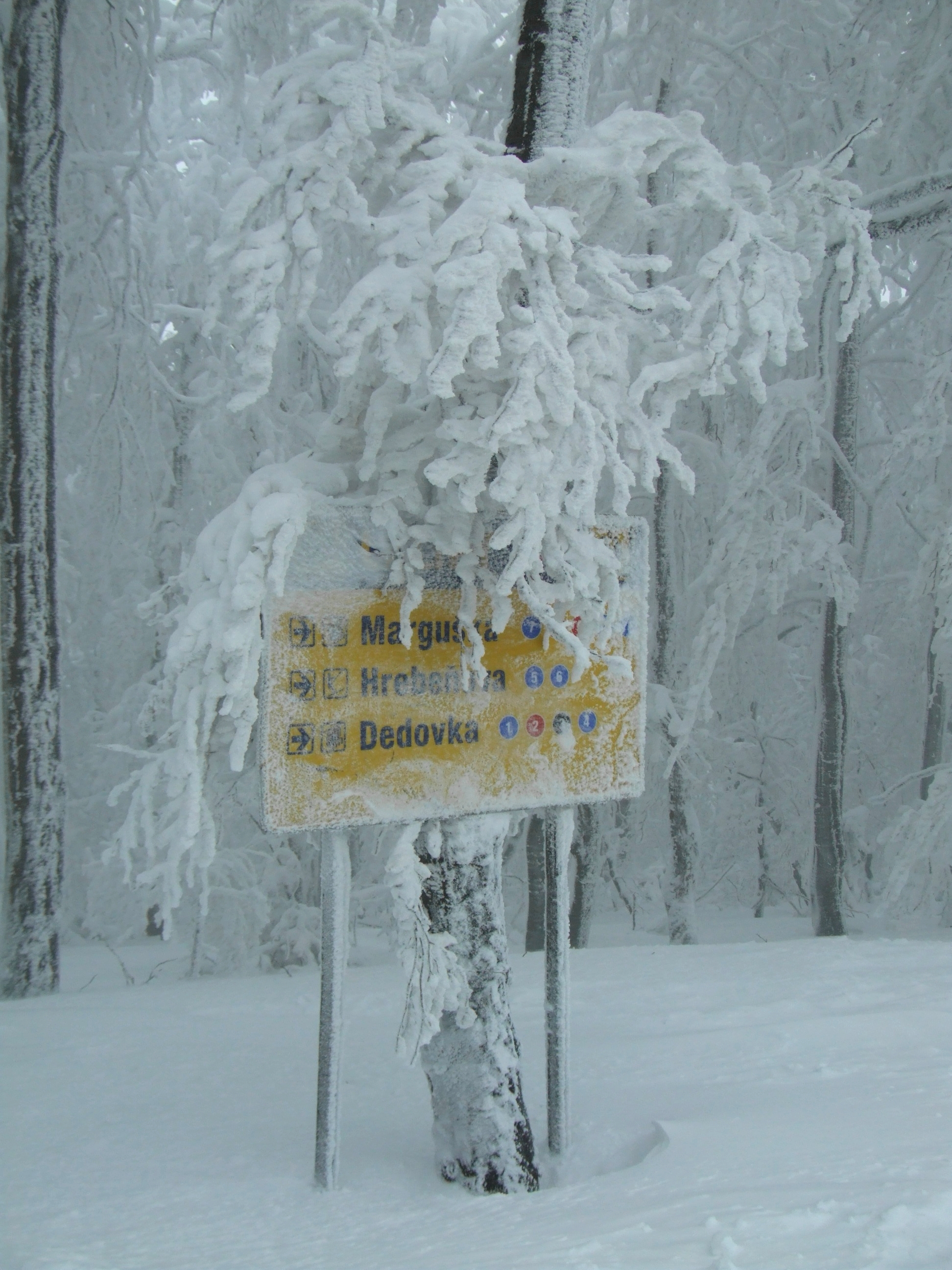
Tablice informacyjne w ośrodku

Snow Paradise Veľká Rača Oščadnica – słowacki ośrodek narciarski położony w Kysuckich Beskidach, na zachód od szczytu Wielkiej Raczy, w miejscowości Oszczadnica.
Na terenie ośrodka znajduje się niecałe 14 km tras zjazdowych, na które składa się 14 tras, z tego 7 niebieskich (łatwe), 4 czerwone (średni stopień trudności) i 2 czarne (trudne). Wszystkie trasy są sztucznie naśnieżane. Istnieją też narciarskie trasy biegowe o długości 1, 3 i 5 km oraz tor saneczkowy.

## Wyciągi
- Alpha Dedovka, kanapa 4-osobowa, 1200 m długości, oświetlona,
- TLV – 12, orczyk, 450 m, oświetlona,
- S – Lyžiarska škôlka, orczyk, 140 m,
- BLV- 2, orczyk, 600 m,
- Unifix Marguška, kanapa 4-osobowa, 750 m,
- Telemix Lalíky, kanapa 6-osobowa/gondola, 1650 m,

Wyciągi mogą przewieźć 9700 osób na godzinę.

## Trasy zjazdowe

### Dedovka
- Košariská I., łatwa, o długości 1300 m,
- Košariská II., średnia, 1400 m,
- Grúnik, trudna, 450 m,
- Lyžiarska škôlka Košariská, łatwa, 150 m,
- Traverz na Margušku, łatwa, 350 m, *
- Hrebeňová, łatwa, 600 m,

### Marguška
- Marguška I., łatwa, 900 m,
- Marguška II., trudna, 1260 m,
- Tomanova, średnia, 1100 m,
- Konektor na Laliky, łatwa, 1200 m,
- Traverz na Laliky, łatwa, 300 m,

### Laliky
- Pretekárska, średnia, 2350 m,
- Strmá, trudna, 1000 m,
- Dlhá, różne stopnie trudności, 3550 m.

## Pozostałe informacje
Przy wyciągach znajdują się bezpłatne parkingi. Z centrum Oszczadnicy kursuje także bezpłatny ski-bus.